# Kairanaapa
Kairanaapa är ett träsk i Finland. Det ligger i Pelkosenniemi i landskapet Lappland, i den norra delen av landet, 800 km norr om huvudstaden Helsingfors.